# Dolichocebus
Dolichocebus — це вимерлий рід мавп Нового Світу, який мешкав в Аргентинській Патагонії (формація Сарм'єнто) приблизно від 21 до 17,5 мільйонів років тому під час раннього міоцену (Colhuehuapian за класифікацією SALMA). Типовим видом є D. gaimanensis.